# Bruno d'Auzon
Bruno d'Auzon est un compositeur de musique électroacoustique français né en 1948 à Dijon.
À son catalogue sont inscrites des œuvres de musique électroacoustique ou mixte ainsi que des musiques d'application (expositions, cinéma, danse, théâtre).
Il enseignait la composition de la musique électroacoustique, jusqu'en 2008, au sein de l'École nationale de musique (ENM) de Nîmes.

## Œuvres
- Aiku pour bande magnétique (1975), sur des textes de Liliane Giraudon
- Des Arbres de rencontre (1978) pour bande magnétique et percussions.
- Le Plomb du Ciel (1984), joué pour la première fois aux Nuits de Saint-Restitut
- Au couchant d'un nuage terre d'ombre (1998)